# Rytisaari (ö i Norra Österbotten, Koillismaa, lat 65,99, long 29,82)
Rytisaari är en ö i Finland. Den ligger i sjön Kiitämä och i kommunen Kuusamo i den ekonomiska regionen  Koillismaa ekonomiska region  och landskapet Norra Österbotten, i den nordöstra delen av landet, 700 km norr om huvudstaden Helsingfors. Öns area är 0,3 hektar och dess största längd är 90 meter i sydöst-nordvästlig riktning.